# Priba

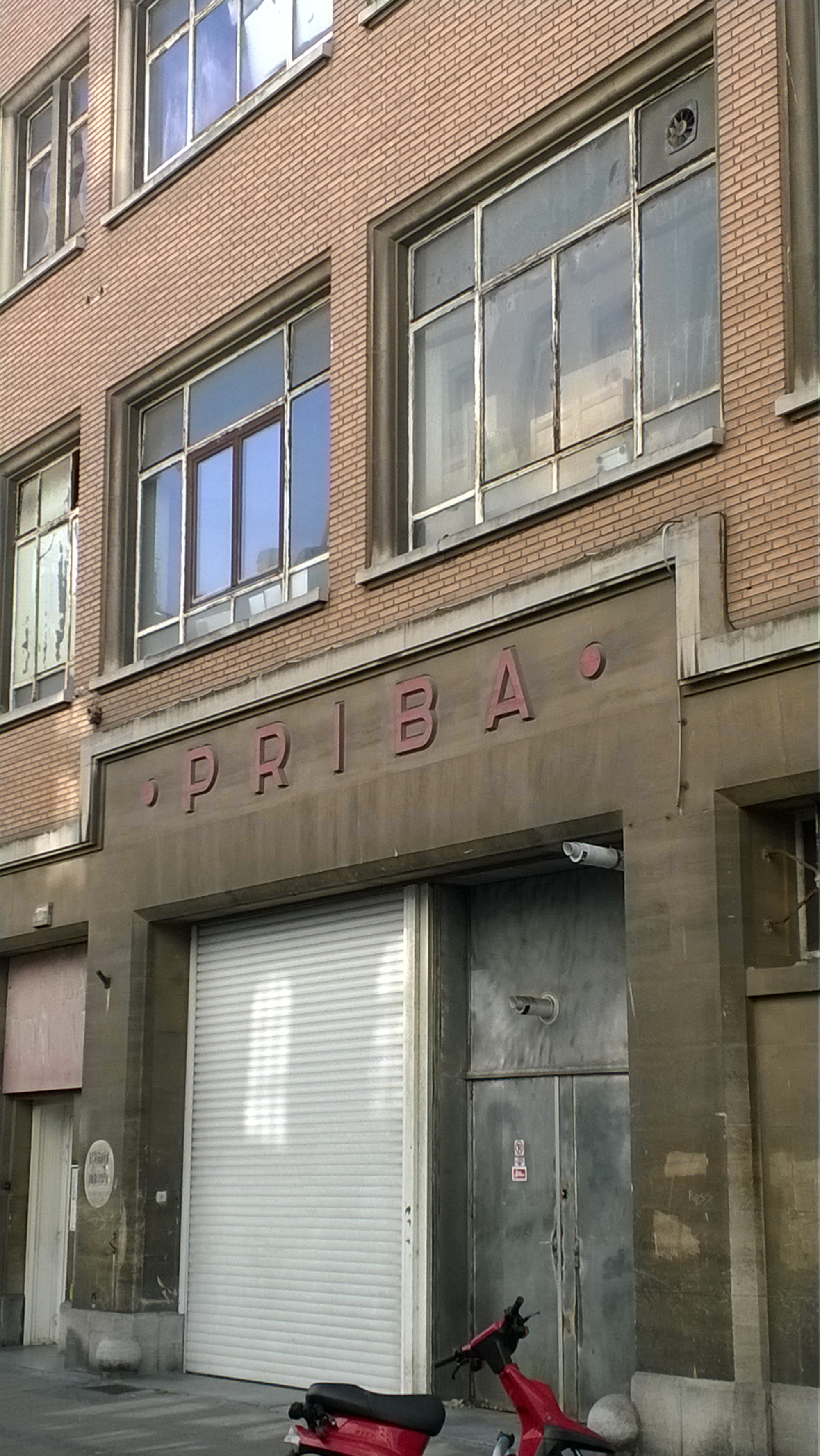
Achtergevel van het voormalig warenhuis Priba in de Kerkstraat te Oostende

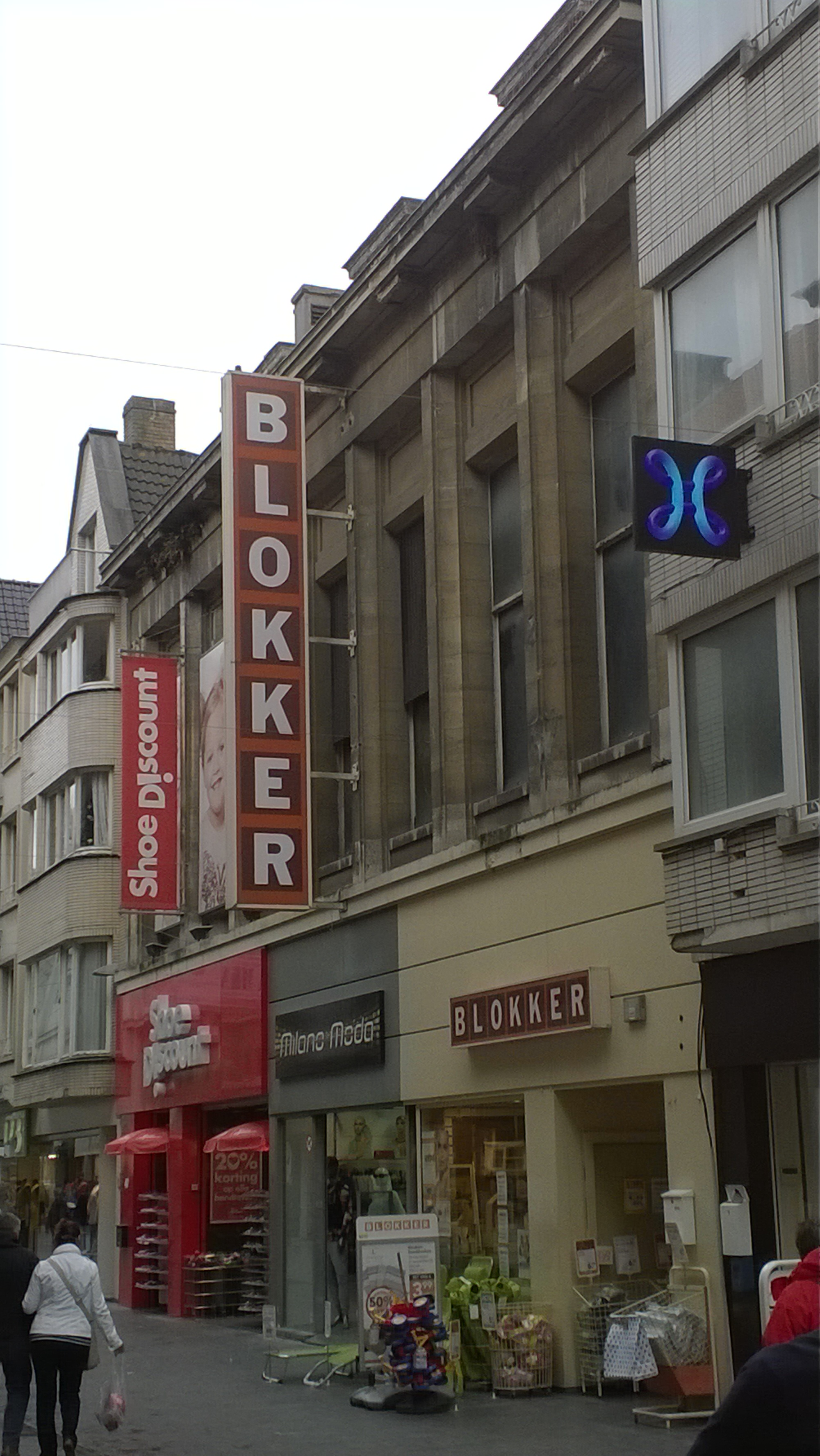
Voorgevel van het voormalig Priba-warenhuis in de Kapellestraat te Oostende

De Priba (Prix Bas) is een voormalige Belgische warenhuisketen die in 1932 werd opgericht door een andere warenhuisketen à l'Innovation (thans INNO). In hetzelfde jaar begon concurrent Au Bon Marché met de gelijksoortige Prixunic-Uniprix, maar beide ketens fusioneerden al een jaar later. Een eerste toenadering tussen à l'Innovation et Au Bon Marché. De aandelen waren vanaf dan, en tot aan de integratie in de GIB-group, voor 50% in handen van de Innovation, voor 25% in handen van de Bon Marché en het saldo van 25% in handen van bedrijfsleiders van de Bon Marché.
De keten verdween in de jaren 1970 uit het straatbeeld bij de grootschalige fusie van diverse warenhuisketens (Inno, Au Bon Marché, Grand Bazar, Sarma, Priba, ...) die deel zouden gaan uitmaken van de GIB-group. De Société anonyme belge des Magasins Prisunic-Uniprix et Priba (Enkelprijs) werd op 5 september 1972 vereffend.
Het vastgoed van Priba werd beheerd door het dochterbedrijf nv Pribimmo.

## Soorten winkels
Priba had in België vier soorten van winkels:
- de klassieke warenhuizen, meestal in het centrum van de steden
- supermarkten
- hypermarkten onder de naam Priba 2000; deze kenden vooral een groei in de eerste helft van de jaren 1970
- aangesloten zelfstandige supermarkten onder de naam Unic.

## Aantal winkels in 1974
Een studie uit 1974 geeft een overzicht van het aantal winkels dat toen bestond.
| Aantal                     | Warenhuis | Supermarkt | Hypermarkt | Totaal |
| -------------------------- | --------- | ---------- | ---------- | ------ |
| Brussel                    | 14        | 12         | 4          | 30     |
| Antwerpen                  | 4         | 2          | 2          | 8      |
| Bergen                     | 0         | 0          | 1          | 1      |
| Brugge                     | 1         | 0          | 0          | 1      |
| Charleroi                  | 1         | 0          | 3          | 4      |
| Genk                       | 1         | 1          | 0          | 2      |
| Gent                       | 1         | 0          | 2          | 3      |
| Kortrijk                   | 1         | 0          | 0          | 1      |
| La Louvière                | 1         | 1          | 0          | 2      |
| Leuven                     | 1         | 0          | 0          | 1      |
| Luik                       | 4         | 4          | 1          | 9      |
| Mechelen                   | 1         | 0          | 0          | 1      |
| Oostende                   | 1         | 0          | 0          | 1      |
| Turnhout                   | 1         | 0          | 0          | 1      |
| Verviers                   | 1         | 0          | 0          | 1      |
| Onbekend (prov. Antwerpen) | 0         | 1          | 0          | 1      |
| Totaal                     | 33        | 21         | 13         | 67     |

## Adressen van de winkels

### Warenhuizen
| Stad                  | Adres                         | Huidige toestand                                                               |
| --------------------- | ----------------------------- | ------------------------------------------------------------------------------ |
| Brussel               | Nieuwstraat 119-121           |                                                                                |
| Brussel               | Hallenstraat 3                |                                                                                |
| Brussel (Laken)       | Maria-Christinastraat 185-191 |                                                                                |
| Brussel (Schaarbeek)  | Richard Vandeveldestraat 17   |                                                                                |
| Brussel (Elsene)      | Elsensesteenweg 63            | Thans winkel van SportsDirect.com                                              |
| Brussel (Sint-Gillis) | Waterloosesteenweg 67         |                                                                                |
| Brussel (Anderlecht)  | Wayezstraat 184               |                                                                                |
| Brussel (Ukkel)       | Alsembergsesteenweg 767-769   |                                                                                |
| Antwerpen             | Carnotstraat 10-12            | Thans afgebroken                                                               |
| Antwerpen             | Meir 54                       | Herbergt thans een filiaal van WE Fashion                                      |
| Bergen                | Grand'rue 31                  | Pand thans ingenomen door H&M en Club                                          |
| Brugge                | Steenstraat 17-19             | Werd samengevoegd met de ernaast gelegen Bon Marché; tegenwoordig Galeria Inno |
| Charleroi             | Rue de la Montagne 3-5        | Pand thans ingenomen door H&M                                                  |
| Gent                  | Korenmarkt 1                  | Werd omgevormd tot Club, nadien vestiging van Sac d'Anvers, thans Blokker      |
| La Louvière           | Rue Albert Ier 70-72          | Thans C&A                                                                      |
| Leuven                | Fochplein 5                   | Werd omgevormd tot Club, thans Planet Parfum                                   |
| Luik                  | Rue de la Régence 12-16       |                                                                                |
| Luik                  | Rue Entre-deux-Ponts 33-35    |                                                                                |
| Luik                  | Rue Saint-Séverin 75          |                                                                                |
| Mechelen              | Bruul 33                      | Thans winkel van SportsDirect.com                                              |
| Oostende              | Kapellestraat 40              | Pand thans verdeeld over Shoe Discount, Milano Moda en Blokker                 |
| Turnhout              | Korte Gasthuisstraat 38       | Thans Carrefour Market                                                         |
| Verviers              | Place Verte 20-22             | Huidige winkels H&M, ICI PARIS XL en WE Fashion                                |

### Hypermarkten Priba 2000
| Stad                             | Adres                     | Geopend | Oppervlakte | Huidige toestand |
| -------------------------------- | ------------------------- | ------- | ----------- | --- |
| Brussel (Drogenbos)              | Paul Gilsonlaan 455       | 1971    | 9.200       | Omgevormd tot Maxi GB / Carrefour; thans hypermarkt Carrefour                                                            |
| Brussel (Kraainem)               | Wezembeeklaan 1           | 1973    | 9.200       | Omgevormd tot Maxi GB / Carrefour; thans hypermarkt Carrefour                                                            |
| Brussel (Strombeek-Bever)        | Romeinsesteenweg 440      | 1969    | 5.000       | Omgevormd tot Maxi GB / Carrefour; thans hypermarkt Carrefour                                                            |
| Antwerpen (Borsbeek)             | De Robianostraat 155      | 1970    | 6.500       | Omgevormd tot Maxi GB / Carrefour; thans hypermarkt Carrefour                                                            |
| Antwerpen (Zwijndrecht / Burcht) | Zwijndrechtsestraat 151   | 1972    | 7.700       | Omgevormd tot Maxi GB / Carrefour; thans hypermarkt Carrefour                                                            |
| Bergen (Jemappes)                | Avenue Wilson             | 1978    |             | Omgevormd tot Maxi GB / Carrefour; in 2005 gesloten en omgevormd tot Shopping Wilson met onder meer Media Markt, Colruyt |
| Charleroi (Gilly)                | Chaussée de Charleroi     |         |             | |
| Charleroi (Bomerée)              | Rue de la Station 1       | 1972    | 6.800       | Omgevormd tot Maxi GB / Carrefour; thans hypermarkt Carrefour                                                            |
| Charleroi (Jumet)                | Rue Hubert Bastin 7       | 1971    | 8.500       | Werd omgevormd tot Maxi GB / Carrefour (gesloten in 2010); thans Match Foods&More                                        |
| Gent (Oostakker)                 | Oudebareelstraat 85       | 1971    | 8.500       | Omgevormd tot Maxi GB / Carrefour; thans hypermarkt Carrefour                                                            |
| Gent (Zwijnaarde)                | Oudenaardsesteenweg 76-86 | 1972    | 4.650       | Werd omgevormd tot Maxi GB / Carrefour (gesloten in 2010); pand thans ingenomen door Media Markt en Red Market           |
| Luik (Herstal)                   | Rue Basse Campagne 1      | 1970    | 10.900      | Omgevormd tot Maxi GB / Carrefour; thans hypermarkt Carrefour                                                            |

## Priba in Nederland
Priba heeft ook vijf winkels gehad in Nederland, namelijk in Apeldoorn (Hoofdstraat, ter hoogte van het Raadhuisplein), Den Haag (Vlamingstraat), Haarlem, Nijmegen (Broerstraat 25) en in Tilburg (Heuvelstraat 75). Er waren ook plannen voor een winkel in Utrecht (Vredenburg).
Priba-Nederland werd opgericht in 1959 maar werd al in juni 1964 overgelaten aan de Nederlandse warenhuisketen Vroom & Dreesmann.

## Trivia
- Priba 2000 is de naam van een humoristische rockgroep die in 1991 opgericht werd in Charleroi. Het laatste album verscheen in 2002.
- De tram- en bushalte ter hoogte van de voormalige Priba 2000-hypermarkt te Jumet droeg vroeger de naam Priba 2000. Tegenwoordig heet deze halte Madeleine.